# Посудомийна машина

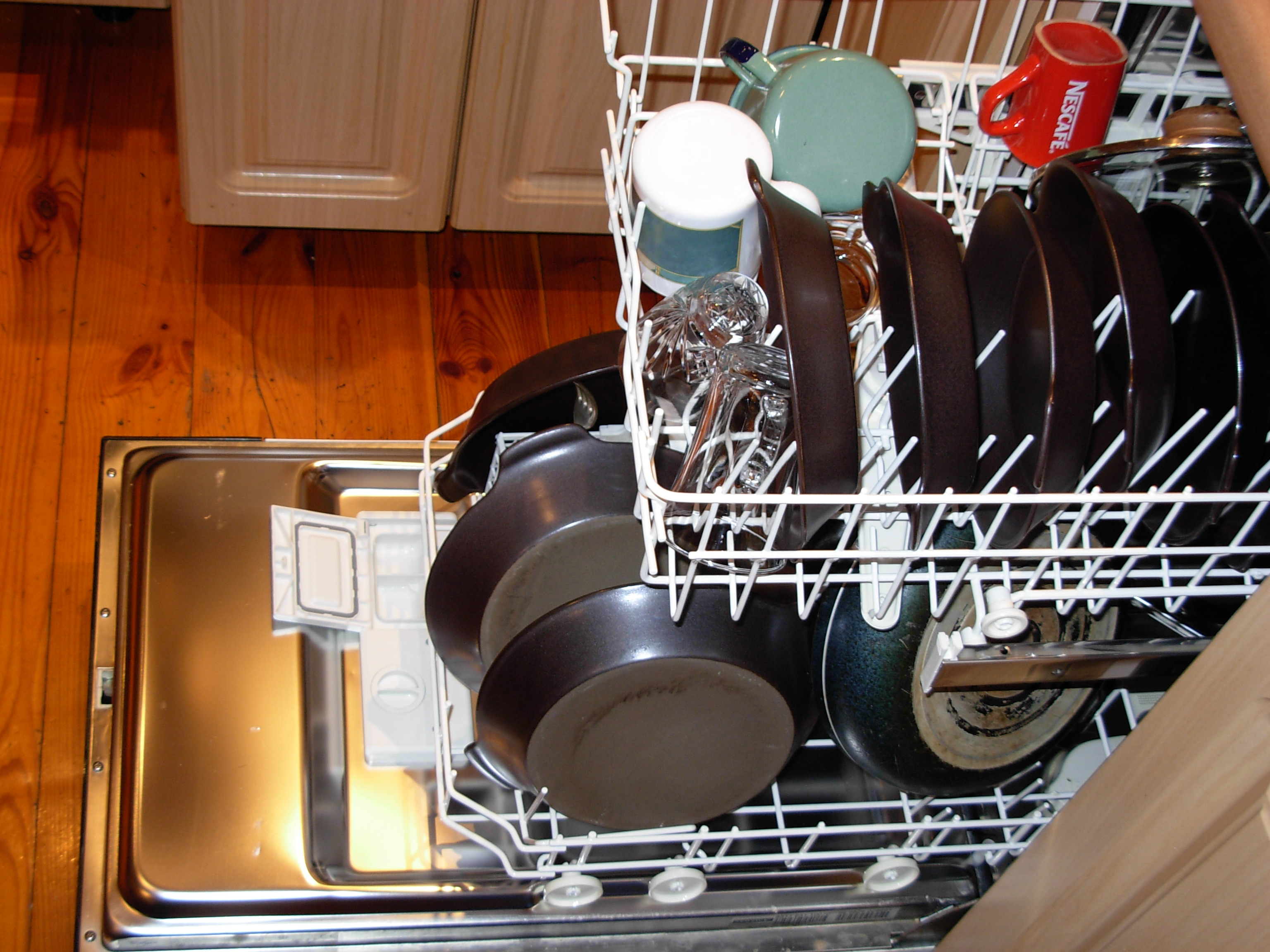
Посудомийна машина

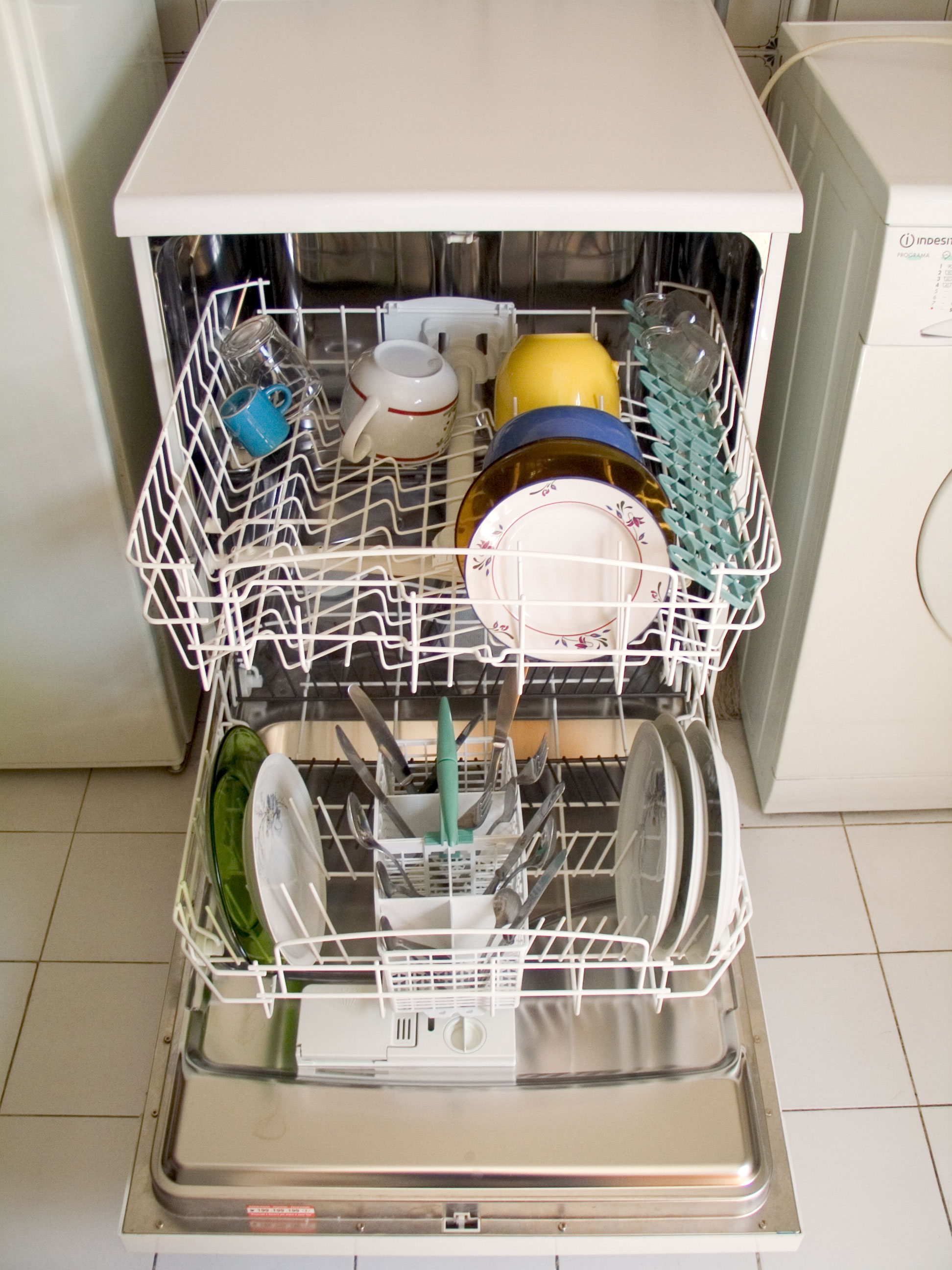

Посудомийна машина — електромеханічна установка для автоматичного миття посуду. Застосовують і в закладах громадського харчування, і в домашніх умовах. Посудомийну машину під'єднують до електромережі, водогону і каналізації.

## Історія
1897 року в Чикаґо з'явилася в продажу перша посудомийна машина, створена Джозефіною Кокрейн.

## Принцип мийки
Підготовка. Посуд укладають у кошики та лотки, призначені для посуду різних типів. Вибирають програма мийки. У спеціальні контейнери завантажують (порошкоподібний або таблетований) мийний засіб, або подають концентровану рідину для миття, яка призначена спеціально для посудомийних машин.
Замочування. Як і за ручного миття для видалення присохлих або пригорілих фрагментів їжі добре підходить замочування. Посуд збризкують холодною водою з малою кількістю (або без) мийного засобу і залишають на деякий час. Згодом, під час миття, відмоклі залишки видаляються набагато легше.
Миття. Процес протікає в такий спосіб: вода необхідної температури (залежно від обраної програми миття) з мийним засобом під тиском цівками розбризкує обертовий розпилювач на посуд і знизу, та, залежно від моделі й зверху, змиваючи залишки їжі та жиру.
Полоскання. По закінченні процедури миття відбувається декілька циклів полоскання чистою водою з додаванням ополіскувача, завдяки якому на посуді після висихання не залишається слідів від висохлих крапель води.
Сушіння. Потім, якщо машина має функцію сушіння, посуд висушують. Відбувається це або за допомогою потоку гарячого повітря (трапляється рідше), або завдяки конденсації вологи. Останній спосіб реалізовано так. Під час останнього полоскання посуду відбувається нагрівання води (і, як наслідок, самого посуду). Потім вода видаляється, а стінки машини, остигаючи, конденсують на своїх внутрішніх поверхнях вологу, що випаровується з гарячого посуду. Остання стікає стінками в каналізацію.

## Переваги та недоліки

### Переваги
- Оскільки людина не торкається до посуду під час миття, для неї можуть бути використані активні мийні засоби, які за ручного миття небезпечні для шкіри.
- Через цю ж причину можливе миття і полоскання посуду за високої температури води (55-65 °C)
- Витрати води нижче порівняно з ручним миттям. Економії досягають завдяки багаторазовому використанню однієї і тієї ж води на кожному етапі миття.
- Не потрібна обов'язкова наявність гарячого водопостачання.
- Не потрібен широкий асортимент мийних і абразивних засобів, губок, щіток тощо. Достатньо спеціальної солі для пом'якшення води й одного типу мийного засобу.
- Роль людини в митті посуду зводиться до завантаження в машину брудного посуду і розвантажування чистого. Сам процес не потребує участі або спостереження і може відбуватися в будь-який час.

### Недоліки
- Неможливість миття деяких типів посуду:
  - нежаростійких пластмасових предметів; пластмасові предмети можливо мити тільки в промисловій посудомийній машині
  - дерев'яних дощок;
  - олов'яних або мідних предметів; цей тип посуду миється тільки в промислових посудомийних машинах;
  - алюмінієвого посуду; за використання спеціального мийного засобу для алюмінієвого посуду в промислових машинах;
  - кришталевого посуду з домішками свинцю; промислові машини використовують температуру ополіскування 65 градусів цельсія, таким чином вони спроектовані для миття склянок, фужерів і предметів з тонкого скла;
  - столових приладів з іржавіючої сталі;
  - столових приладів з дерев'яними, порцеляновими, роговими, або перламутровими ручками;
  - старовинного посуду, покриття якого не теплостійке;
  - склеєного посуду.
- Машина потребує під'єднання до електромережі, розрахованої на потужність близько 2,3 кіловатт.
- Машина потребує під'єднання до джерела водопостачання і каналізації кваліфікованим персоналом.

## Класифікація
- Промислові
- Домашні
  - Підлогові
    - «Вузькі», шириною 45 см (на 9-13 комплектів посуду)
    - «Повноформатні», шириною 60 см (на 7-16 комплектів посуду)

  - На стіл (на 4-6 комплектів посуду)

Хатні посудомийні машини розрізняють за:
- Місткістю;
- Розміром;
- Режимом роботи (наявність прискореної, біо- та інших типів програм миття та ополіскування);
- Шумністю роботи (часто посудомийні машини запускають на ніч);
- Економічністю споживання води;
- Економічністю споживання електроенергії (від 0,57 до 1,7 кВт · год для 1 циклу за стандартною програмою;
- Тривалістю мийного циклу (29-180 хвилин для стандартної програми);
- Можливістю інтегрування в меблі (відсутня, часткова або повна);
- Можливістю під'єднання до гарячого водопостачання[1];
- Типом завантаження: з відкидними дверцятами і кошиками або висувними ящиками.